# کرور

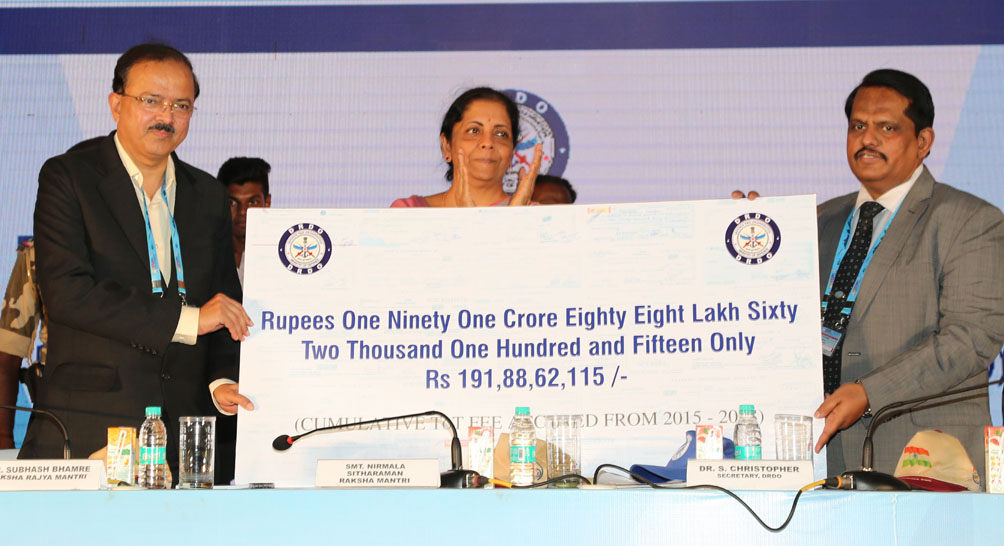
کرور هندی

کرور، یکایی در سامانه عددی هندی است که امروزه در بنگلادش، هند، مالدیو، نپال، پاکستان، و سری‌لانکا بکار می رود. این یکا با تعریف متفاوت سابقا در ایران استفاده می شد ولی امروزه به‌طور رسمی به‌کار برده نمی‌شود.
یک کرور هندی برابر ۱۰میلیون یا ۱۰۰ لک است که هر لک برابر صدهزار می باشد. کرور نزد ایرانیان، معادل ۵۰۰٬۰۰۰ بوده است.